# Octopus mercatoris
Octopus mercatoris är en bläckfiskart som beskrevs av Adam 1937. Octopus mercatoris ingår i släktet Octopus och familjen Octopodidae. Inga underarter finns listade i Catalogue of Life.